# Carcharhinus perezi
O tubarão-de-recife-caribenho (Carcharhinus perezi), também conhecido por cação-coralino é uma grande espécie de tubarão do gênero Carcharhinus da família Carcharhinidae. Apesar do seu nome não é só encontrado no Caribe, também é encontrado em costas da América do Norte (como na Flórida, nos EUA e no México) e na América do Sul, principalmente no norte e nordeste do Brasil, em Fernando de Noronha onde há uma grande abundância dessa espécie. Atinge tipicamente 150-170 cm de comprimento, mas pode chegar até 3 metros e pesar 70 kg.

## Aparência
O tubarão-de-recife-caribenho é semelhante aos outros tubarões do seu gênero Carcharhinus. É largo e comprido, tem um focinho curto, achatado e arredondado. Tem um tamanho médio de 152-168 cm de comprimento, mas atinge no máximo 300 cm e pode pesar 69 kg. A coloração de sua área dorsal varia entre cinza ou limão.

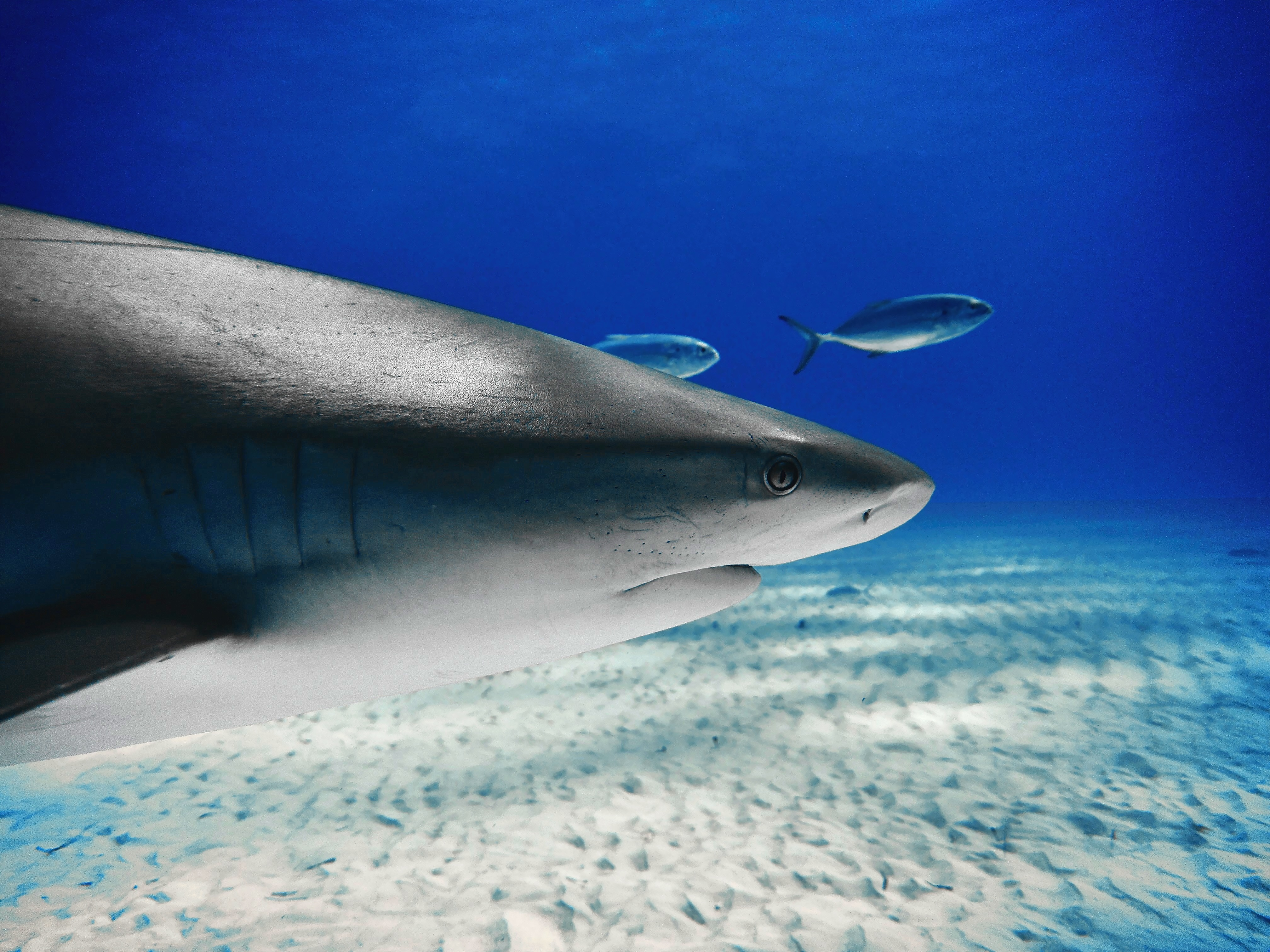
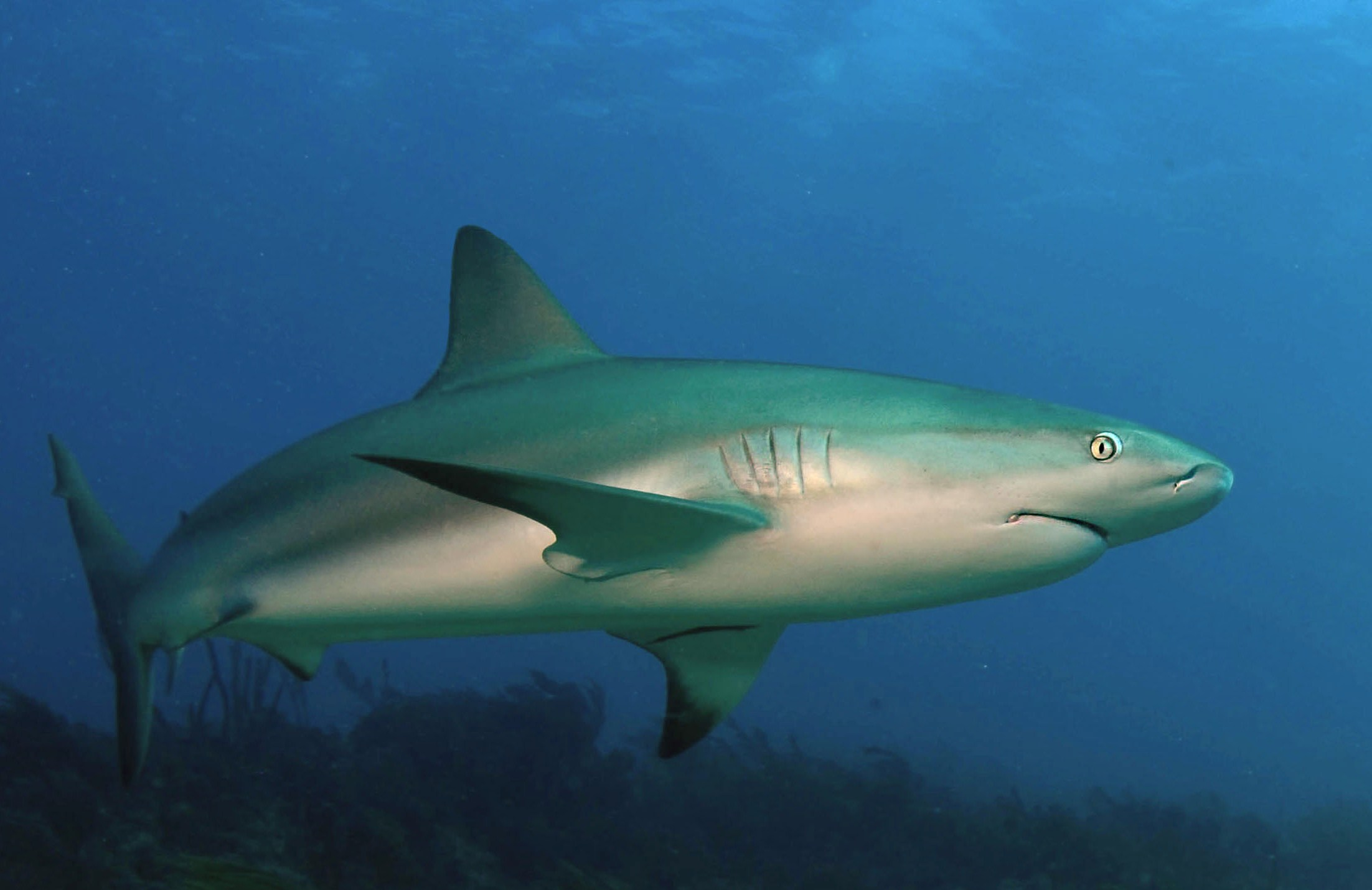
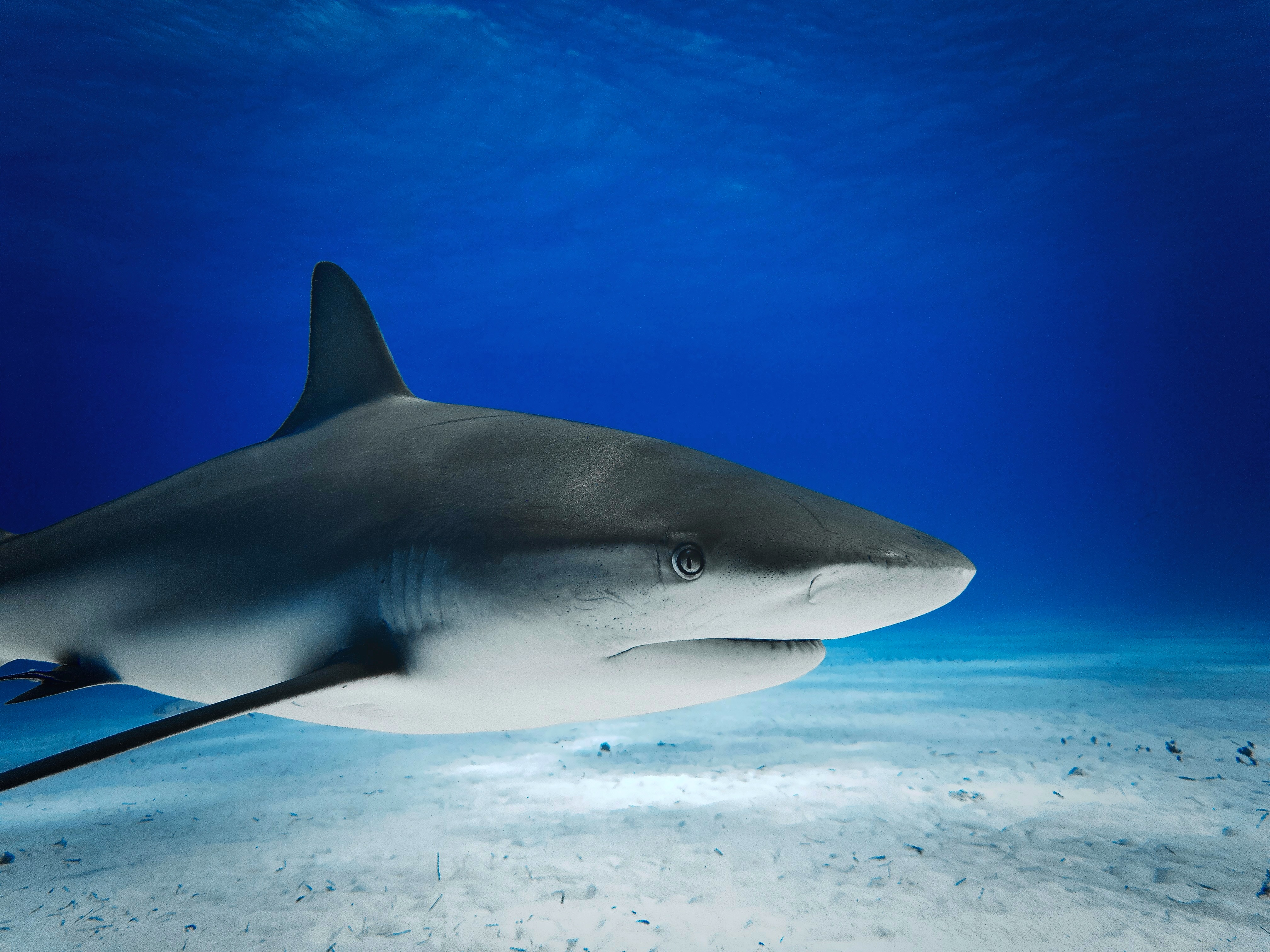

## Distribuição e hábitat
O tubarão-de-recife-caribenho vive em costas e recifes subtropicais do oeste do Oceano Atlântico, no oriente da América do Norte, América Central e América do Sul, mas principalmente no Caribe, normalmente em profundidades de 1-35 metros, mas pode ser encontrado em profundidades de até 70 metros.